# Новохатько Олег Олександрович
Оле́г Олекса́ндрович Новоха́тько (1 січня 1992, с. Сердюківка, Смілянський район, Черкаська область, Україна — 30 березня 2017, м. Авдіївка, Донецька область, Україна) — солдат Збройних сил України, учасник російсько-української війни.

## Біографія
Народився 1992 року в селі Сердюківка на Черкащині. Навчався у Тернівській школі та Сердюківській школі. Захоплювався риболовлею. 2013 року закінчив Черкаський державний технологічний університет, факультет комп'ютеризованих технологій машинобудування і дизайну, отримав диплом інженера-механіка. Працював у місцевому сільгосппідприємстві «Сердюківка».
Під час російської збройної агресії проти України навесні 2016 року вступив на військову службу за контрактом.
Солдат, навідник мінометної батареї 1-го механізованого батальйону 72-ї окремої механізованої бригади, в/ч А2167, м. Біла Церква. Виконував завдання на території проведення антитерористичній операції.
Загинув 30 березня 2017 року близько 18:00 у промзоні м. Авдіївка, внаслідок вибуху міномета М120-15 «Молот» під час бойових дій. Тоді ж загинули старший солдат 72-ї бригади Олександр Педак і доброволець ДУК ПС Дмитро Сумський, ще один боєць, Дмитро Макеєв, дістав тяжкі поранення. Військова прокуратура Донецького гарнізону почала розслідування щодо причин і обставин вибуху міномета, також на місці працювала робоча група Генштабу ЗСУ.
|                                  | Саша Педак закидав міни, Олег Новохатько наводив, а Дмитро Сумський — коректував. Перша міна вилетіла нормально, друга теж. Я побачив, що плита під мінометом почала влазити у землю, пішов по каміння, щоб підкласти під неї. Приніс і запитав у хлопців, чи потрібна допомога, вони відповіли, що все гаразд. Я відійшов назад і почав готувати міни до бою. Почув гучний вибух і мене кинуло головою вниз. Через секунду осколок влучив у голову. Руку пробило наскрізь. Подивився на хлопців, вони вже лежали за чотири метра від міномета і не рухались. |
| — боєць 72-ї ОМБр Дмитро Макеєв. | |

Похований 2 квітня на кладовищі села Сердюківка.
Залишились батьки і двоє братів. Батько працює сторожем у школі, де вчився Олег.

## Нагороди та відзнаки
- Указом Президента України № 138/2017 від 22 травня 2017 року, за особисту мужність, виявлену у захисті державного суверенітету та територіальної цілісності України, самовіддане виконання військового обов'язку, нагороджений орденом «За мужність» III ступеня (посмертно)[5].
- Спільним розпорядженням голів Черкаської облради і Черкаської ОДА від 31 березня 2017 року № 150/82-р, за особисті заслуги перед Черкащиною, мужність і самовідданість, виявлені під час проведення Антитерористичної операції, нагороджений почесною відзнакою «За заслуги перед Черкащиною».

## Вшанування пам'яті
- 11 травня 2017 року на фасаді Сердюківської ЗОШ I—III ст. відкрили меморіальну дошку Олегові Новохатьку[6][7].
- 19 жовтня 2017 року в селі Тернівка Смілянського району на фасаді Тернівської ЗОШ I—III ст. відкрили три меморіальні дошки — загиблим воїнам АТО Олегові Новохатьку і Віталію Холодняку та загиблому 1984 року в Афганістані Сергієві Бойку[8].